# Cerro Tobi
El cerro Tobi es una montaña ubicada en la frontera entre Argentina y Chile, perteneciendo a la provincia Capitán Prat en la región de Aysén en su lado chileno y al departamento Lago Argentino, provincia de Santa Cruz en su lado argentino, en la Patagonia, a 1.700 km al sur de Santiago de Chile. El cerro Tobi se encuentra a 777 metros sobre el nivel del mar.
El terreno alrededor del cerro Tobi es montañoso en el este, pero en el oeste es un cerro El área más alta alrededor tiene una altitud de 1455 metros y está a 1.1 km al este del cerro Tobi. Es más pequeño de 2 personas por kilómetro cuadrado alrededor del cerro Tobi. El pueblo más cercano es Candelario Mancilla. El área alrededor del cerro Tobi está casi cubierta de pastizales.
La precipitación media es de 674 milímetros por año. El mes más lluvioso es agosto, con 103 milímetros de lluvia, y el más seco es marzo, con 24 milímetros.